# Daniel Štrobl
Daniel Štrobl (* 17. května 1974 Kutná Hora) je český psycholog a psychoterapeut.

## Život
Vystudoval psychosociální vědy na Husitské teologické fakultě University Karlovy v Praze a jednooborovou psychologii na katedře psychologie FF University Palackého v Olomouci. V letech 1996–1999 pracoval v Psychiatrické léčebně v Praze-Bohnicích.
V letech 2000–2015 působil v rezortu Ministerstva obrany jako vojenský psycholog a vědecký pracovník. Pracoval v Centru pro výzkum stresu, v Centru sociálních studií náčelníka Generálního štábu Armády České republiky, byl příslušníkem 152. záchranného praporu Kutná Hora a expertním pracovníkem Sekce personální Ministerstva obrany ČR a Generálního štábu AČR.
Zaměřil se na problematiku přípravy příslušníků mírových misí a rozvíjel formální i praktický systém psychologické přípravy na bojové nasazení. Zabýval se též výběrem personálu a vyššího vojenského managementu, chováním lidí v zátěžových situacích, prevenci i léčbě PTSD u válečných veteránů a obětí hromadných neštěstí, krizové intervenci, krizovému managementu a rozhodovacím procesům při nadměrnému vystavení stresu a fyzické či psychické zátěži. V rámci své práce absolvoval řadu krátkodobých, či střednědobých misí do oblastí působnosti českých vojáků v zahraničí, zejména do Kosova, Bosny a Hercegoviny, Iráku a Afghánistánu. Výsledky své práce opakovaně prezentoval a prezentuje na řadě domácích i mezinárodních vědeckých sympoziích.
V roce 2006 dokončil sebezkušenostní část výcviku v psychoanalytické psychoterapii u Jiřího Kocourka v rámci Institutu aplikované psychoanalýzy. Od roku 2008 je soukromým psychologem a psychoanalytickým psychoterautem s privátní terapeutickou praxí. Je též supervizor pracovních týmů, pedagog, lektor profesního vzdělávání a kouč.
Publikuje v internetových i tištěných médiích a jako odborník na stres a mezilidské vztahy je příležitostně zván do České televize či Českého rozhlasu.

## Knihy
- Psychologické aspekty zabití. 1. vyd. Praha. Triton, 2019. 320 s. ISBN 978-80-7553-715-7.